# Nazzareno Zamperla
Nazzareno Zamperla (Treviso, 1937. április 25. – Róma, 2020. március 19.) olasz színész, kaszkadőr.

## Filmjei
- Országúton (La strada) (1954)
- Il conte di Matera (1958)
- Il pirata dello sparviero nero (1958)
- Ben-Hur (1959)
- Zorro a spanyol udvarban (Zorro alla corte di Spagna) (1962)
- La tigre dei sette mari (1962)
- Sandokan, la tigre di Mompracem (1963)
- Zorro és a három muskétás (Zorro e i tre moschettieri) (1963)
- Zorro contro Maciste (1963)
- I pirati della Malesia (1964)
- I tre sergenti del Bengala (1964)
- Il magnifico gladiatore (1964)
- La montagna di luce (1965)
- Pisztolyt Ringónak (Una pistola per Ringo) (1965)
- Egy lyukas dollár (Un dollaro bucato) (1965)
- Kiss Kiss... Bang Bang (1966)
- 7 pistole per i MacGregor (1966)
- Sugar Colt (1966)
- 7 pistole per un massacro (1967)
- 7 donne per i MacGregor (1967)
- Az élethez túl sok (Troppo per vivere... poco per morire) (1967)
- Hétszer hét (Sette volte sette) (1968)
- Fellini-Satyricon (1969)
- Akik csizmában halnak meg (La collina degli stivali) (1969)
- A tüzes íjász (L'arciere di fuoco) (1971)
- L'amante dell'Orsa Maggiore (1972)
- Campa carogna... la taglia cresce (1972)
- Tony Arzenta – Vendetta (1973)
- Három kemény fickó (Tough Guys /Uomini duri) (1974)
- Az utca törvénye (Il cittadino si ribella) (1974)
- Vadnyugati szamuráj (Il bianco, il giallo, il nero) (1974)
- Egy maréknyi hagymáért (Cipolla Colt) (1975)
- La madama (1976)
- California (1977)
- Térdre kényszerítve (Un uomo in ginocchio) (1979)
- Aranyeső Yuccában (Occhio alla penna) (1981)
- Banános Joe (Banana Joe) (1982)
- Thunder (1983)
- Sei delitti per padre Brown (1988, tv-film)